# Дубинино (Невельский район)
Дубини́но — деревня в Невельском районе Псковской области России. Входит в состав Туричинской волости.

## География
Расположена в 20 км к юго-западу от райцентра, города Невель, и в 1 км к юго-западу от бывшего волостного центра, деревни Новохованск.

## Население
| 2001 | 2002 | 2010 |
| ---- | ---- | ---- |
| 60   | ↗71  | ↘48  |

Численность населения деревни по оценке на начало 2001 года составляла 60 человек.

## История
С января 1995 до декабря 2005 года деревня входила в состав ныне упразднённой Новохованской волости.